# Valeria mamestrina
Valeria mamestrina là một loài bướm đêm trong họ Noctuidae.